# پاتریک اسپرینگز (ویرجینیا)
پاتریک اسپرینگز (به انگلیسی: Patrick Springs) یک منطقهٔ مسکونی در ایالات متحده آمریکا است که در شهرستان پاتریک، ویرجینیا واقع شده‌است. پاتریک اسپرینگز ۴۰٫۶ کیلومتر مربع مساحت و ۱٬۸۴۵ نفر جمعیت دارد و ۳۸۱ متر بالاتر از سطح دریا واقع شده‌است.